# Razor Computadores
Razor Computadores é uma empresa brasileira fabricante de computadores de alta performance focada no nicho de workstations. Criada em 2014, seus produtos focam em profissionais de design, fotógrafos, editores de video, engenheiros, arquitetos, pesquisadores entre outros. A companhia buscou se diferenciar focando em vendas consultivas dos seus produtos.
Segundo o site da própria empresa, a mesma foi participante do programa de aceleração de startup's Scale Up Endeavor no ano de 2019.

### Captação de investimento
A empresa, que iniciou como assistência técnica em informática. cresceu e captou investimentos que totalizam cerca de R$6,2 milhões na modalidade equity crowdfunding, sendo R$1.8 milhões captados em 2020 e mais R$4,4 milhões em junho 2022 buscando entrar no segmento de notebooks.
Em 2023 a empresa agregou ex-executivos da Dell ao time e ao seu conselho consultivo, dentre eles um ex-diretor executivo e controller da mesma.

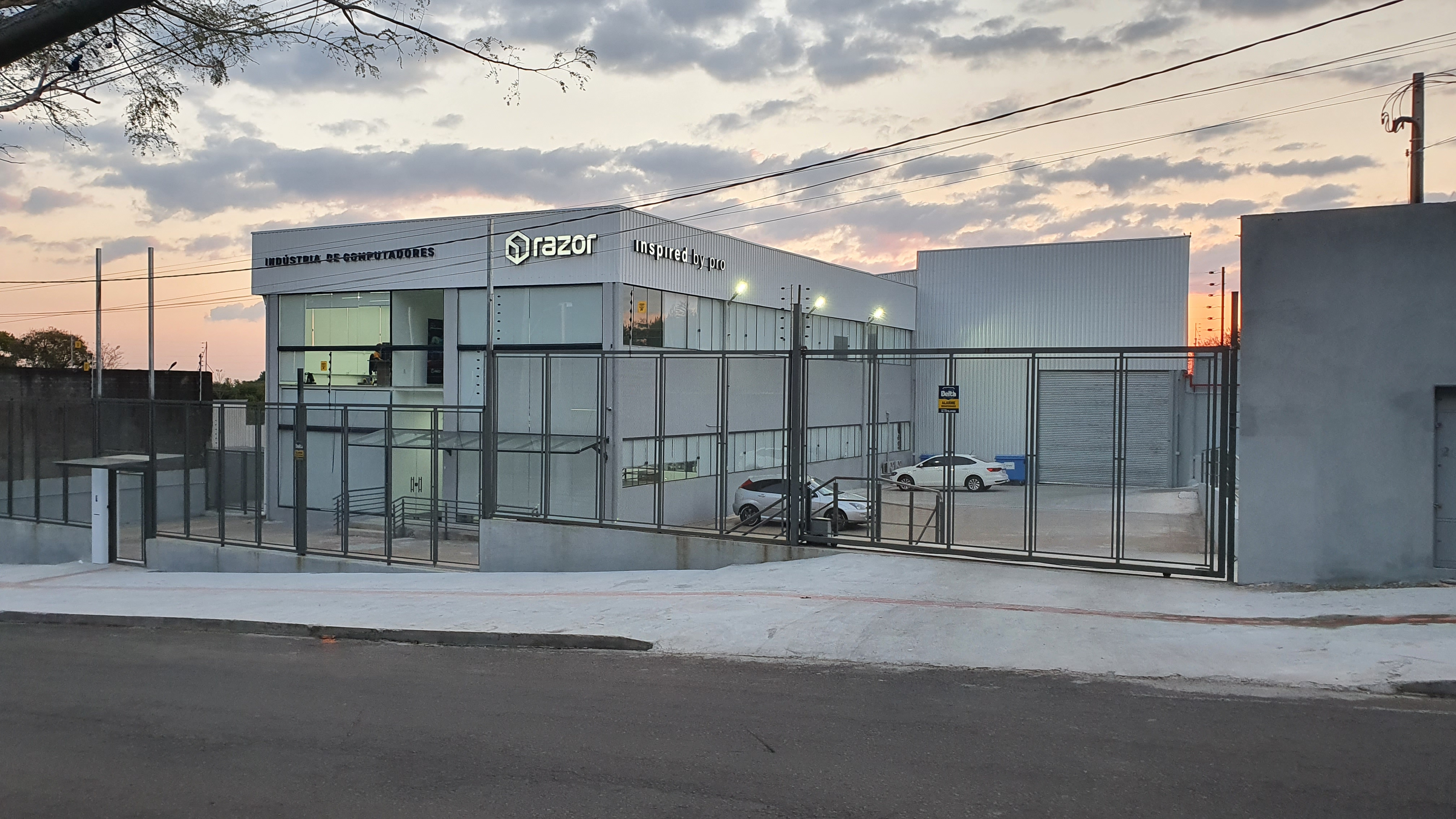
Sede Razor Computadores, localizada em Passo Fundo (RS).